# Anomalon flosmaculum
Anomalon flosmaculum là một loài tò vò trong họ Ichneumonidae.